# غالب عوالي
غالب عوالي كان مسؤول بارز في حركة أمل ولاحقاً في الجهاد الإسلامي اللبناني تم اغتياله في انفجار سيارة مفخخة في بيروت، لبنان في منطقة خاضعة لسيطرة حزب الله، في 19 يوليو 2004. اتهم حزب الله إسرائيل ومنظمة جند الشام ولكنه لم يقدم أي دليل، بينما البعض الآخر اتهم حزب الله نفسه، بما أن عوالي كان نشطاً بشكل مستقل، وقد شارك مع المنظمات الفلسطينية المسلحة السنية. وقد وصف غالب بأنه شهيد لبنان وشهيد فلسطين. وقد ادعى مسؤولو حزب الله أن الحركة الصهيونية هي وراء هذه الهجمات وادعى أن جند الشام مرتبطة بإسرائيل، ولكنه لم يقدم أي دليل.